# Glane (Nederland)
Glane (Nedersaksisch: De Glaan) is een dorp in de Twentse gemeente Losser in de Nederlandse provincie Overijssel. In Glane wonen ongeveer 505 mensen.
De kern van Glane ontwikkelde zich toen gezinnen uit Noord-Nederland zich er vestigden om in het nabijgelegen Duitse Gronau in de textielindustrie te gaan werken.

## Kerken en kloosters
In het kleine dorp staat het vroeger rooms-katholieke klooster St. Olaf met gelijknamige kloosterkapel uit 1911. In 1921 droegen de Noorse zusters hun klooster over aan de Paters Maristen. In 1970 kwam het inmiddels gesloten seminarie in handen van de textielfabriek Van Heek. Sinds 1984 is het complex in gebruik als het Syrisch-Orthodoxe Mor Ephrem Klooster met de in 1994 gebouwde Syrisch-orthodoxe Mariakerk. In dit klooster resideert de Syrisch-orthodoxe aartsbisschop in Nederland, Polycarpus Augin Aydin. In het mausoleum van dit klooster zijn Julius Yeshu Çiçek, de eerste aartsbisschop van de Syrisch-Orthodoxe Kerk van Antiochië in Midden-Europa en Athanasius Yeshu Samuel, de eerste aartsbisschop van de Syrisch-orthodoxe Kerk in de Verenigde Staten en Canada, na hun dood bijgezet.
Aan de Gronausestraat bevindt zich van 1948 tot 1951 gebouwde voormalige rooms-katholieke hulpkerk van het Heilig Sacrament, die sinds 1994 aan de eredienst is onttrokken en daarna een woonbestemming kreeg.
Aan de Nederlandse zijde van de grens bevond zich een inmiddels afgebroken Nederlandse Hervormde kerk.
Driehonderd meter over de grens in Duitsland bevindt zich even voor Gronau op Munsters grondgebied het in 1811 opgeheven klooster Maria Vlucht, gesticht in 1665 voor de uit Almelo uitgewezen zusters van het Sint Catharinaklooster aldaar. Zij zochten hun toevlucht in de grensomgeving van Glane, nadat het uitoefenen van de katholieke godsdienst in Almelo verboden werd na de invoering van de Reformatie.